# Дон Кихот (фильм, 1903)
«Дон Кихот» (Aventures de Don Quichotte de la Manche)  — немой короткометражный фильм Фернана Зекки совместно с Люсьеном Нонге. Самая ранняя экранизация знаменитого романа Мигеля де Сервантеса. Премьера состоялась в октябре 1903 года во Франции.
Первая из сохранившихся экранизаций романа (предыдущая версия, снятая в 1898 году компанией Gaumont, не сохранилась). Вероятно, первая из сохранившихся féerie (фильмов-феерий) компании «Пате». Фильм, снятый в Испании для местного колорита, был раскрашен вручную, что усиливало эффект массовых и вымышленных сцен.
Первоначальная версия фильма имела 430 метров и 15 сцен, для проката за рубежом он был обрезан до 255 метров и 7 сцен, что значительно её ухудшило. Хосе Мария Пас Гаго, который изучал этот фильм, подчеркивает это ухудшение, однако указывает, что он хорошо был принят на премьере в Вашингтоне 7 декабря 1903 года.
Для создания проекта режиссёры пригласили известного сценографа Лорена Хайльбронна (Laurent Heilbronn). Статья исследовательского проекта Centro Virtual Cervantes характеризует ленту как «фантастическую по своей сценографии, но старательную в следовании темам Сервантеса». По словам Гаго и других исследователей, этот «Дон Кихот» является первым крупным «фантастическим» фильмом, что делает его важным помимо эпизода фильмографии его авторов. Исследователи творчества Зекка отмечают, что лента сосредоточена на внутренней жизни героя, показывает бред и видения дон Кихота в стиле бурлеска и методом вставок, перебивающих реальность, что производит комический эффект.
Фильм прокатывался в Испании, где вскоре были сняты собственные экранизации великого испанского романа.